# Lena Christensen
Lena Christensen (Thai:ลีน่า คริสเตนเซ่น; * 2. Dezember 1978 in Samut Prakan) ist eine dänisch-thailändische Schauspielerin, Fernsehmoderatorin und Sängerin.

## Leben und Karriere
Christensen wurde am 2. Dezember 1978 in Samut Prakan geboren. Sie ist dänischer und thailändischer Abstammung. Ihr Debüt gab sie 2003 in dem Film The Tesseract. Danach trat sie in dem Film Sars War – Tod allen Zombies! auf. 2008 spielte sie in Bombay to Bangkok die Hauptrolle. Außerdem hat sie in Thailand verschiedene Shows moderiert. Unter anderem wurde das Album Lena Body Beats von GMM Grammy veröffentlicht.

## Filmografie
- 2002: Piger med power
- 2003: The Tesseract
- 2004: Sars War – Tod allen Zombies!
- 2008: Bombay to Bangkok